# Jean-François Julliard (militant)
Pour les articles homonymes, voir Jean-François Julliard.
Jean-François Julliard est né en 1973 à Valognes. Il est directeur général de l'association Greenpeace France depuis 2012. Il est secrétaire général de Reporters sans frontières de 2008 à 2012.

## Biographie
Jean-François Julliard passe son enfance à Bordeaux et se forme à l'Institut français de presse. Il entre à Reporters sans frontières en 1998 comme objecteur de conscience. Il est responsable du bureau Afrique avant d'être nommé responsable de la recherche en 2005.
En février 2001, il est interpellé à Tunis et expulsé de Tunisie après avoir distribué des exemplaires du mensuel interdit Kaws el Karama, publié par Jalal Zoghlami.
En octobre 2001, il est projeté au sol par des policiers en civil après avoir été aspergé de gaz lacrymogène devant le siège du Parti socialiste à Paris, alors qu'une délégation de Reporters sans frontières manifestait contre la visite du président du Burkina Faso, Blaise Compaoré, l'accusant d'être responsable de l’assassinat du journaliste Norbert Zongo.[réf. nécessaire]
Lors du passage de la flamme olympique à Paris, Jean-François Julliard grimpe, de nuit, sur Notre-Dame, afin d’y brandir un drapeau représentant les anneaux olympiques sous forme de menottes, symboles de la campagne de Reporters sans frontières, avec Priscilla Telmon, Sylvain Tesson et Robert Ménard.
Le 26 septembre 2008, il est promu secrétaire général de l'ONG, succédant ainsi à Robert Ménard, démissionnaire. En mai 2011, invité de Pascale Clark sur France Inter, il prend ses distances avec les propos de son prédécesseur sur l'extrême-droite et la peine de mort.
À son arrivée à la tête de Reporters sans frontières, il insiste pour que l'organisation soit plus soucieuse de défendre la liberté de la presse en Europe et notamment en France.
En octobre 2011, il inaugure le premier bureau de RSF en Tunisie.
Il est par ailleurs rédacteur en chef de l'hebdomadaire Qui-Vive ! édité par Reporters sans frontières.

### Greenpeace
Le 12 décembre 2011, il est nommé directeur général de Greenpeace France et prend ses fonctions le 1er février 2012. Sous sa direction, l'ONG se développe et augmente d'un tiers ses effectifs. Jean-François Julliard explique que l'association reste fidèle à ses valeurs. L'organisation lance également deux nouvelles campagnes, sur l'élevage et la pollution de l'air. Comme l'association qu'il dirige, il est anti-nucléaire et fait activement campagne contre les entreprises du secteur. 
En juin 2013, il fait partie des anciens salariés de Reporters sans frontières qui signent une lettre ouverte à Robert Ménard dans les colonnes de Libération. Ils prennent définitivement leur distance avec lui.
À l'automne 2013, il mène campagne pour la libération de 30 activistes de Greenpeace arrêtés par la Russie sur le bateau Arctic Sunrise.
Début 2017, il soutient la campagne de la fondation Nicolas Hulot et de l’association Emmaüs « Présent » mais il est par la suite critique de l’action de Nicolas Hulot dans le gouvernement d’Édouard Philippe.
En avril 2017, entre les deux tours de l’élection présidentielle, Greenpeace France, qui ne soutient aucun des deux candidats restants, affiche une banderole « Liberté, égalité, fraternité » sur la Tour Eiffel et Jean-François Julliard est critique du programme environnemental du candidat Emmanuel Macron.
Pour lui, l’engagement climatique d’Emmanuel Macron est opportuniste.

Avec Greenpeace, il travaille sur de nombreuses revendications dont un ISF climatique. Il explique dans Pioche! :
“Nous souhaitons aujourd’hui que soit rétabli l’impôt sur la fortune avec une dimension plus juste d’un point de vue environnemental,  en l’indexant sur les émissions de gaz à effet de serre induites par les placements financiers. [...] Cela encouragerait les ménages les plus fortunés à se désinvestir des activités les plus polluantes.”

## Publications
En septembre 2015, il publie son premier ouvrage aux Éditions Don Quichotte, Les Veilleurs du ciel.
En mars 2019, Greenpeace France publie Greenpeace France, une histoire d’engagements dont Jean-François Julliard assure la promotion dans les médias. Il fait le lien entre les fondateurs de Greenpeace et les mouvements actuels de défense du climat et fait un pas vers les mouvements sociaux.
Il est contributeur du livre Pourquoi je suis écologiste ? de Gregoire Christian.
En mai 2019 paraît On ne joue plus !, aux éditions Don Quichotte/Seuil, dont il est l'auteur. Le livre part du constat qu’il faut accélérer les changements structurels pour préserver notre avenir sur Terre, face aux périls du changement climatique et de la perte de biodiversité. Pour cela, il faut tenter de nouvelles formes d’actions, multiplier les actions de désobéissance civile pour hausser le ton ou encore mettre les responsables face à leur inaction ou défaut d’action dans le cadre de procédures juridiques.
En septembre 2021, il publie sa première bande dessinée avec l'autrice Alizée De Pin, #AccidentMajeur, aux éditions du Faubourg. Il y raconte une catastrophe nucléaire à la centrale du Bugey, en France .
En janvier 2022, il publie, aux éditions Tallandier, Climat, 5 ans pour sauver notre humanité, un plaidoyer sur les questions écologiques adressé aux candidates et candidats à l'élection présidentielle française de 2022.